# Sofja Żuk
Sofja Andriejewna Żuk, ros. Софья Андреевна Жук (ur. 1 grudnia 1999 w Moskwie) – rosyjska tenisistka, mistrzyni gry pojedynczej dziewcząt podczas Wimbledonu 2015.

## Kariera tenisowa
Na swoim koncie ma wygranych sześć singlowych turniejów rangi ITF. Najwyżej w rankingu WTA Tour w singlu była sklasyfikowana na 116. miejscu (17 grudnia 2018).

## Finały turniejów WTA
| Legenda                     | Legenda |
| --------------------------- | ------- |
| Wielki Szlem                |         |
| Igrzyska olimpijskie        |         |
| WTA Tour Championships      |         |
| 2009 – 2020                 |         |
| WTA Premier Mandatory       |         |
| WTA Premier 5               |         |
| WTA Premier                 |         |
| WTA International Series    |         |
| WTA 125K series (2012–2020) |         |

### Gra pojedyncza 1 (0-1)
| Końcowy wynik | Nr | Data             | Turniej       | Nawierzchnia | Przeciwniczka    | Wynik finału  |
| ------------- | -- | ---------------- | ------------- | ------------ | ---------------- | ------------- |
| Finalistka    | 1. | 28 stycznia 2018 | Newport Beach | Twarda       | Danielle Collins | 6:2, 4:6, 3:6 |

## Wygrane turnieje rangi ITF
| turnieje z pulą nagród 100 000 $   |
| turnieje z pulą nagród 75/80 000 $ |
| turnieje z pulą nagród 50/60 000 $ |
| turnieje z pulą nagród 25 000 $    |
| turnieje z pulą nagród 15 000 $    |
| turnieje z pulą nagród 10 000 $    |

### Gra pojedyncza
|    | Data       | Turniej        | ($)    | Naw.   | Finalistka         | Wynik            |
| 1. | 11/10/2014 | Szymkent       | 10 000 | ziemna | Margarita Lazareva | 6:2, 6:4         |
| 2. | 14/02/2016 | Szarm el-Szejk | 10 000 | twarda | Julia Terziyska    | 6:2, 6:1         |
| 3. | 28/08/2016 | Cali           | 10 000 | ziemna | Harmony Tan        | 6:2, 6:4         |
| 4. | 31/10/2016 | Tampico        | 50 000 | twarda | Varvara Flink      | 6:4, 6:3         |
| 5. | 21/05/2017 | Naples         | 25 000 | ziemna | Taylor Townsend    | 6:4, 7:6(3)      |
| 6. | 22/07/2017 | Bursa          | 60 000 | ziemna | İpek Soylu         | 4:6, 6:4, 7:6(5) |

## Finały juniorskich turniejów wielkoszlemowych

### Gra pojedyncza (1)
| Końcowy wynik | Rok  | Turniej   | Nawierzchnia | Przeciwniczka | Wynik finału |
| Zwyciężczyni  | 2015 | Wimbledon | Trawiasta    | Anna Blinkowa | 7:5, 6:4     |